# 伊勢丹
伊勢丹（いせたん、英: Isetan）は、三越伊勢丹ホールディングス傘下の三越伊勢丹が運営する呉服店を起源とする日本の老舗百貨店である。1886年（明治19年）創業。
また、株式会社伊勢丹（英: Isetan Co., Ltd.）は、2011年3月31日までこれを運営していた企業である。

## 概要
関東地方などの日本国内、および中国・東南アジアの一部の都市に百貨店を展開する。東京の新宿に本店を構え、日本全国に関連会社を含め12店舗を展開する（直営店は新宿店・立川店・浦和店の3店舗のみ）。元社長の小柴和正のもとで「ファッションの伊勢丹」「ファッションミュージアム」を標榜してきた。本店である新宿伊勢丹はファッション・ビューティー分野で若年層からも高い人気を誇り、百貨店の店舗別売上高において日本一である（小売業全体でも日本一位）。百貨店不況でありながら、2022年度の新宿伊勢丹の売上は3276億円（三越・伊勢丹の外商営業を含む）とバブル期を上回り、過去最高を記録した。アプリ会員・エムアイカード会員・外商といった伊勢丹が購入データを蓄積している識別顧客向けの商品販売が奏功し、2024年度の売上高は4212億円と東京地区の百貨店売上高（22店舗計）1兆7310億円に対して、同店は約24％のシェアを獲得するに至った。三越伊勢丹グループとしては「 「マス」から「個」へ。 」というスローガンでビジネスモデルの変革を掲げ、2025年現在でアプリ会員などの識別顧客の売上高は新宿伊勢丹全体の70%を占めている。
ロゴマークは、創業時から丸に「伊」の筆文字が入ったマーク（初代小菅丹治の筆と伝えられている）を使用してきたが、1975年、1986年と二度マークを変更している。なお、創業時からのマークは現在も正式な社章として使用が継続されている。現行ロゴの黄色の丸は「時代を捉える目」、各文字の突起は「時代の風」を表現している。
合併前の運営会社である株式会社伊勢丹のグループ会社は、百貨店事業（直営6店舗、国内関連会社5社・7店舗、海外15社・13店舗）を中核に、クレジット・金融業、小売・専門店業、その他事業の4セグメントに分れ、37社で構成されていた。
2008年4月1日に呉服店系の名門百貨店である三越を救済する形で、三越伊勢丹ホールディングスを設立して経営統合した。その後、2011年4月1日に三越と合併して三越伊勢丹HD傘下の事業子会社である「株式会社三越伊勢丹」が発足した。これに伴い法人としての伊勢丹は解散している。

## 沿革

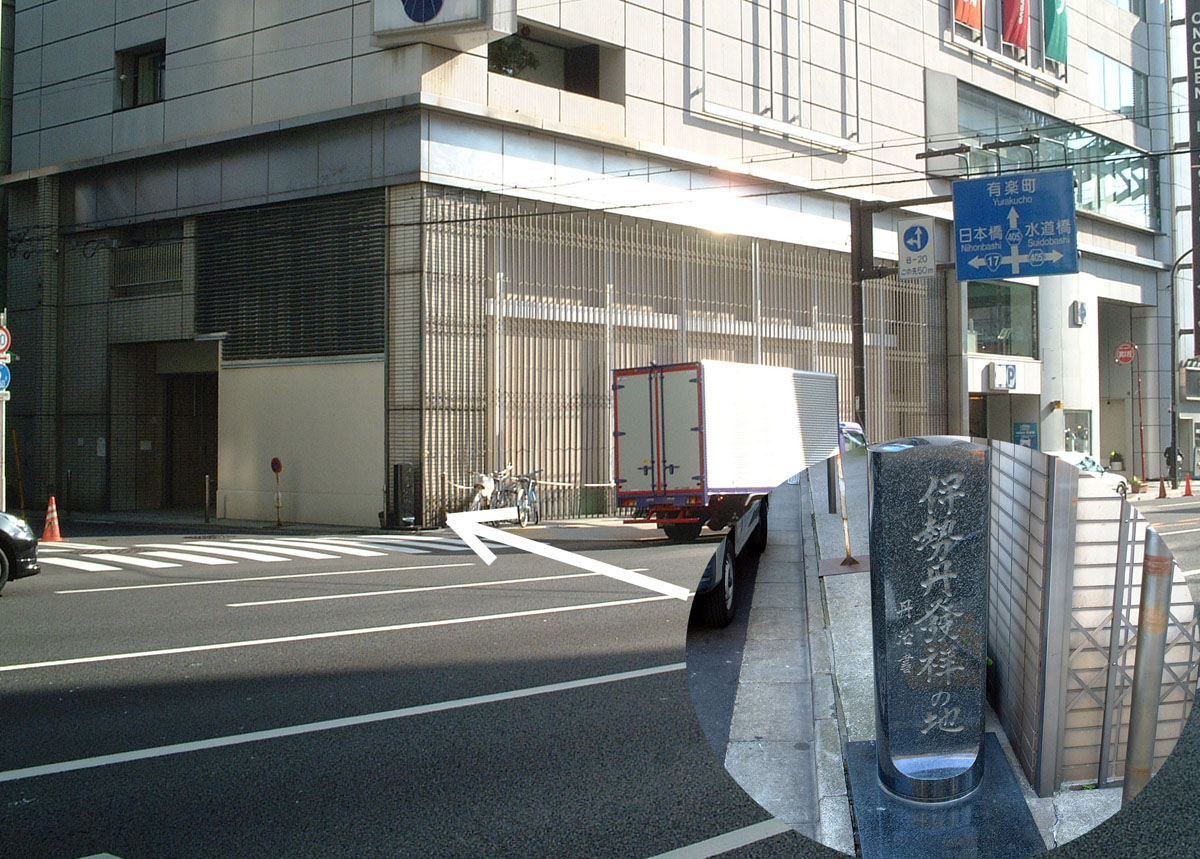
「伊勢丹発祥の地」の碑を神田明神下交差点より望む。石碑は2011年に撤去。

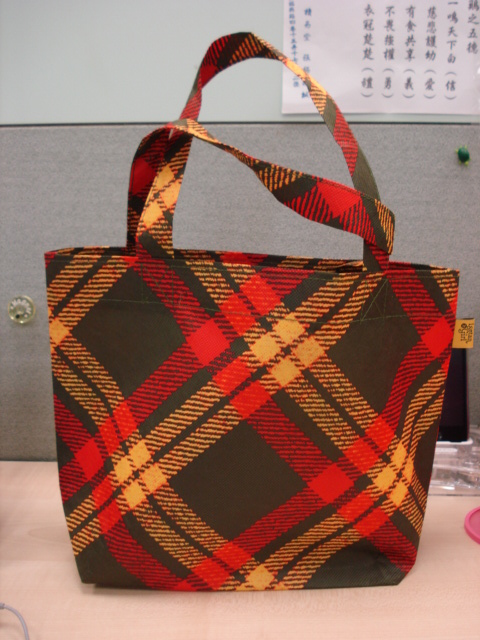
伊勢丹タータン（旧柄）

- 1886年（明治19年）11月5日 - 初代・小菅丹治が中山道沿いの東京府神田区旅籠町二丁目4番地（現：東京都千代田区外神田一丁目5番）に、伊勢屋丹治呉服店を創業。称号の由来は、小菅丹治が婿入りした神田佐久間町の米穀商伊勢屋による[7]。
- 1923年（大正12年） - 関東大震災が起こる。神田店焼失。
- 1924年（大正13年）4月 - 神田店再建。従来の座売制から陳列販売方式へ。以後、百貨店形式に変更。
- 1930年（昭和5年）9月30日 - 株式会社伊勢丹を設立。新しい出店地を新宿へ決定。
- 1931年（昭和6年） - 2代目小菅丹治が、東京市電気局所有の1000坪以上の土地（後に買収するほてい屋の隣地）を落札[7]。
- 1933年（昭和8年）
  - 9月28日 - 神田店を閉店し新宿本店（建設は清水組による[7]）開店。
  - 10月15日 - 新宿店事務館2階にアイススケート場を開場。
- 1935年（昭和10年）6月18日 - 新宿本店に隣接する百貨店ほてい屋（1926年（大正15年）1月開店）を買収。翌年には旧ほてい屋部分（本館の新宿三丁目交差点に面した部分）と建物を一体化。
- 1945年（昭和20年） - 新宿店、3階以上を進駐軍に接収（賃貸説あり）される。
- 1947年（昭和22年） - 立川支店開店
- 1953年（昭和28年） - 全館接収解除。
- 1966年（昭和41年）12月2日 - 新宿伊勢丹会館開店。
- 1968年（昭和43年）9月25日 - 新宿店北側に隣接する旧新宿丸物（1965年（昭和40年）閉店）の跡地に、「男の新館」開店。
- 1971年（昭和46年） - 吉祥寺店開店・（株）田中屋（現：静岡伊勢丹）と業務提携。
- 1973年（昭和48年） - 全日本デパートメントストアーズ開発機構（A・D・O）設立。
- 1974年（昭和49年） - 松戸店開店。
- 1975年（昭和50年） - シンボルマークを、オレンジ色を基調とした花をかたどったものに、英文ロゴを小文字で「isetan」に表記変更。
- 1981年（昭和56年）4月22日 - 浦和店開店。
- 1984年（昭和59年）
  - 4月3日 - 新潟伊勢丹開店。
  - 5月31日 - 総会屋対策を目的とした商法違反事件が発覚。
- 1986年（昭和61年） - 開業100周年を記念し、ロゴマークを英文の「ISETAN」（現在使用している）に変更。当時のキャッチフレーズは「空想実現百貨店」。
- 1987年（昭和62年） - 自社クレジットカード「伊勢丹アイカード」導入。
- 1989年（平成元年）3月 - 米国のデパートバーニーズ・ニューヨークと多面事業提携、伊勢丹の全額出資で株式会社バーニーズジャパン設立。
- 1990年（平成2年）
  - - 「株式会社ジェイアール西日本伊勢丹」設立（JR西日本との合弁会社）。
  - 9月25日 - 相模原店開店。
- 1993年（平成5年）
  - 4月 - 相模原店A館、B館開店。
  - 5月 - シンガポール伊勢丹ハブロック店、スコッツ店オープンに伴い閉鎖。
  - 8月 - バルセロナ伊勢丹閉店。
- 1995年（平成7年）5月 - 所沢物流センター業務開始
- 1996年（平成8年）
  - 4月3日 - 香港伊勢丹閉鎖。府中店開店。
  - 7月 - 阪急百貨店と包括的業務提携。
- 1997年（平成9年）9月 - ジェイアール京都伊勢丹開業。
- 2000年（平成12年）12月 -  ロンドン伊勢丹閉店。同年12月末、3番目の店舗での営業を終了し、新店舗に移転に向けた引っ越しの準備に入った。
- 2001年 (平成13年) 1月 - 4番目の移転先 立川支店新店舗での営業を開始。
- 2003年（平成15年）
  - 8月 - ウイーン伊勢丹閉店。
  - 9月 - 「男の新館」を「メンズ館」と改めオープン。
  - 月日不明 - 名鉄百貨店・井筒屋を支援・業務提携。
- 2004年（平成16年）2月 - 小倉伊勢丹が開業。
- 2005年（平成17年） - 岩田屋を連結子会社化、丸井今井を支援・業務提携。
- 2006年（平成18年）
  - 伊勢丹創業120周年。浦和店は開業25周年に合わせて店舗リニューアル。
  - 6月 - 株式会社バーニーズジャパンの全株式を、住友商事と東京海上キャピタルに譲渡。
- 2007年（平成19年）
  - 3月 - 東急百貨店と業務提携。
  - 9月 - 済南伊勢丹閉店。
  - 12月 - 阪急百貨店との包括的業務提携を解消。債務超過の小倉伊勢丹を全株式を合弁相手の井筒屋に譲渡し、北九州から撤退することを発表[8]。
- 2008年（平成20年）
  - 2月3日 - 中国の瀋陽伊勢丹が開業。
  - 3月 - 台湾の高雄大立伊勢丹閉店（大立百貨として営業）。
  - 3月25日 - 小倉伊勢丹閉店。
  - 3月26日 - 株式上場廃止。
  - 4月1日 - 株式会社三越との間で、共同持株会社「株式会社三越伊勢丹ホールディングス」を設立し、同社の傘下で経営統合。
- 2010年（平成22年）
  - 3月14日 - 吉祥寺店閉店。
  - 4月1日 - 株式会社新潟伊勢丹が三越新潟店を統合し「株式会社新潟三越伊勢丹」が発足。
- 2011年（平成23年）
  - 4月1日 - 三越と合併し、株式会社三越伊勢丹となる。存続会社は三越で、伊勢丹は解散。

## 歴代社長
- 初代 小菅丹治：1930年 - 1960年
- 2代 小菅丹治：1960年 - 1984年
- 小菅国安：1984年 - 1993年
- 小柴和正：1993年 - 2001年
- 武藤信一：2001年 - 2009年
- 大西洋：2009年 - 2011年

## 直営店舗
伊勢丹では各店の名称を本支店と称している。関東地区3店舗のみ直営店。
2011年より新たな戦略として展開を開始した小型店（サテライト店舗）については三越伊勢丹を参照。

### 新宿店

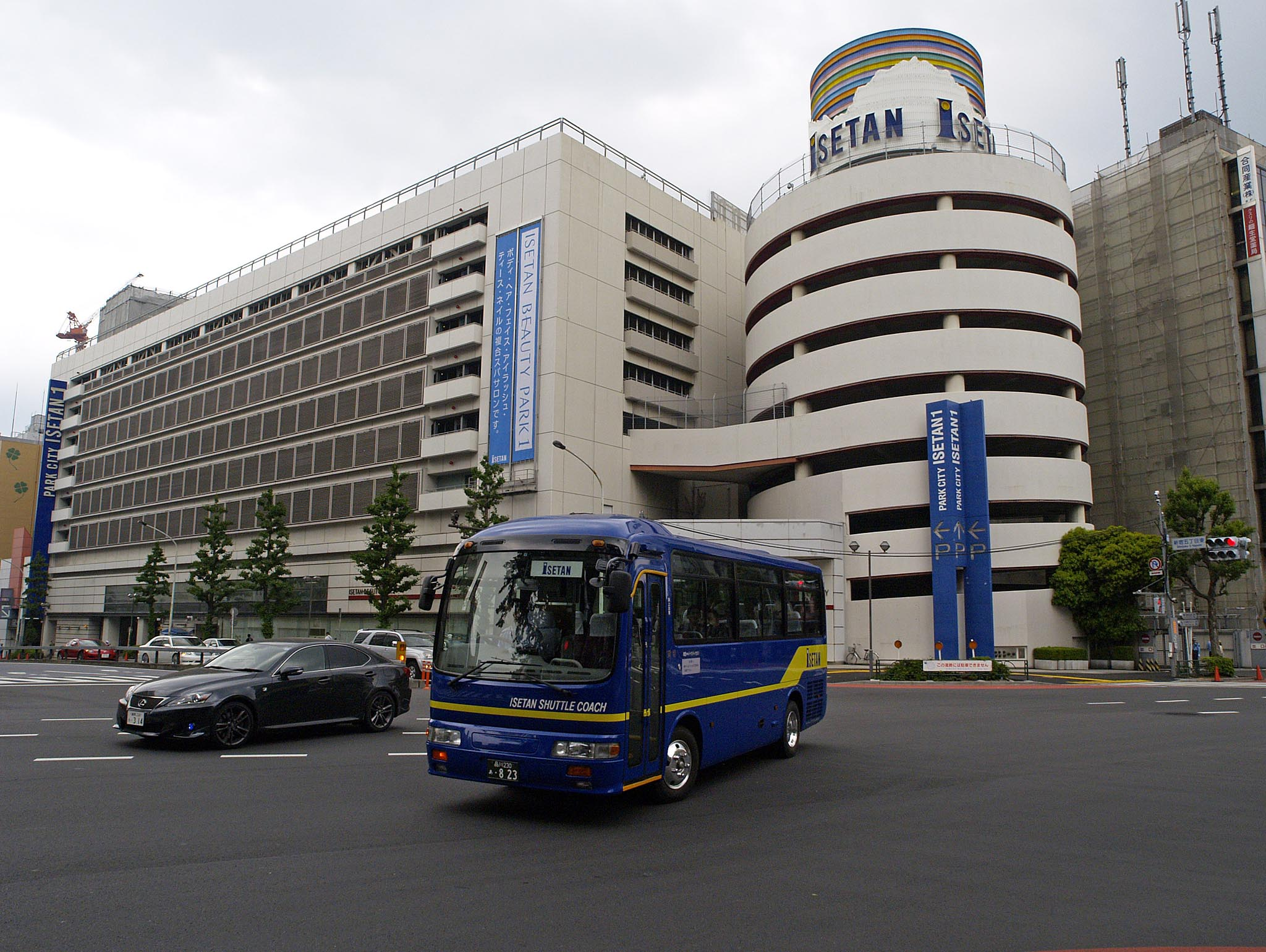
伊勢丹新宿店とパークシティ1の駐車場を結ぶ「伊勢丹シャトルコーチ」
（初代車両）

1933年9月28日開店。伊勢丹の旗艦店である。伊勢丹の本店にあたり、三越伊勢丹の本社および登記上の本店所在地でもある。新宿伊勢丹のほか、外部記事や社内でも「伊勢丹新宿本店」または「新宿本店」とも通称される。しかし、三越の日本橋本店と異なり、WEBサイトや広告などでは「伊勢丹新宿店」としており、「本店」を付けていない。
2021年時点での年間売上高は2,536億円で、日本の百貨店の店舗別売上高全国1位である。2022年度の売上高は3,256億円とバブル期の1991年を超えて過去最高を記録した。
新宿通りと明治通りが交わる新宿三丁目交差点の北西に位置し、東京メトロ丸ノ内線・副都心線・都営地下鉄新宿線の新宿三丁目駅に直結している本館とメンズ館、および伊勢丹会館、パークシティ1-5などの周辺施設から構成されている。駅直結の小田急百貨店や京王百貨店などのターミナルデパートとは異なり、新宿駅からはやや距離があるが、新宿駅東口と西口を結ぶ地下道「メトロプロムナード」経由で新宿三丁目駅と結ばれており、雨天時にも地下道経由で歩いて行くことができる。
本館（施工は清水組）の外装はアール・デコ様式で、東京都の歴史的建造物に選定されており、東京都の選定歴史的建造物の登録標章が本館1階、新宿三丁目交差点付近の外壁に設置されている。
本館とメンズ館の2館を合わせた売場面積は64,296m2である。本館のうち新宿三丁目交差点に面した部分は、隣接していた「ほてい屋」（1926年開業）の建物を1935年に買収したもので、その翌年、各階を接続して本館と一体化された。この際、伊勢丹建築時にほてい屋の吸収を見込んで床の高さを同じ仕様で建築したと言われる。1990年代までは地階に段差があったが、2000年代の改装時に修正されたため現在はその形跡はない。
1965年に閉店した新宿丸物を買収し、1968年、その跡地に「男の新館」（後のメンズ館）を開業した。
メンズ館（ISETAN MEN'S）は、従来の「男の新館」に大改装を施し2003年9月にリニューアルオープンしたものである。メンズ館の成功により「紳士服は売れない」という百貨店業界のジンクスを破った。百貨店業界において購買層としては二の次とされていた男性客、とりわけ若年男性層を百貨店の新たなターゲットとして獲得することに成功し、これに触発された阪急百貨店（うめだ本店別館HEP NAVIO）や名鉄百貨店本店でもメンズ館をオープンし追随するなど、日本の百貨店業界に影響を与えた。同じ三越伊勢丹グループに属する札幌の丸井今井のメンズコーナーは同じフォントで「marui men's」のアドサインと包装を使っている。
パークシティイセタン1・2・4・5（計4館）と伊勢丹会館、パークウェストなど、別館を数多く持つ。伊勢丹会館はメンズ館西側の靖国通り沿い、パークウェストは新宿マルイメンの東側に位置する。隣接するタクシー乗り場は国際自動車およびkmグループ専用。またケイエム観光バスが新宿店とパークシティ駐車場を結ぶ無料送迎バス「伊勢丹シャトルコーチ」を運行している。
2006年時点での年間来店客数は約3千万人に及び、国内6位から8位であった。 2008年6月14日には東京メトロ副都心線が開業し、最寄り駅の新宿三丁目駅が東武東上線・西武池袋線と直通（2013年3月16日には東急東横線とも直通）した。
2008年9月3日には、10代女性を取り込んだ「Isetan Girl」を地下2階にオープン。その後、2013年3月6日のリモデルにより2階へ移転した。

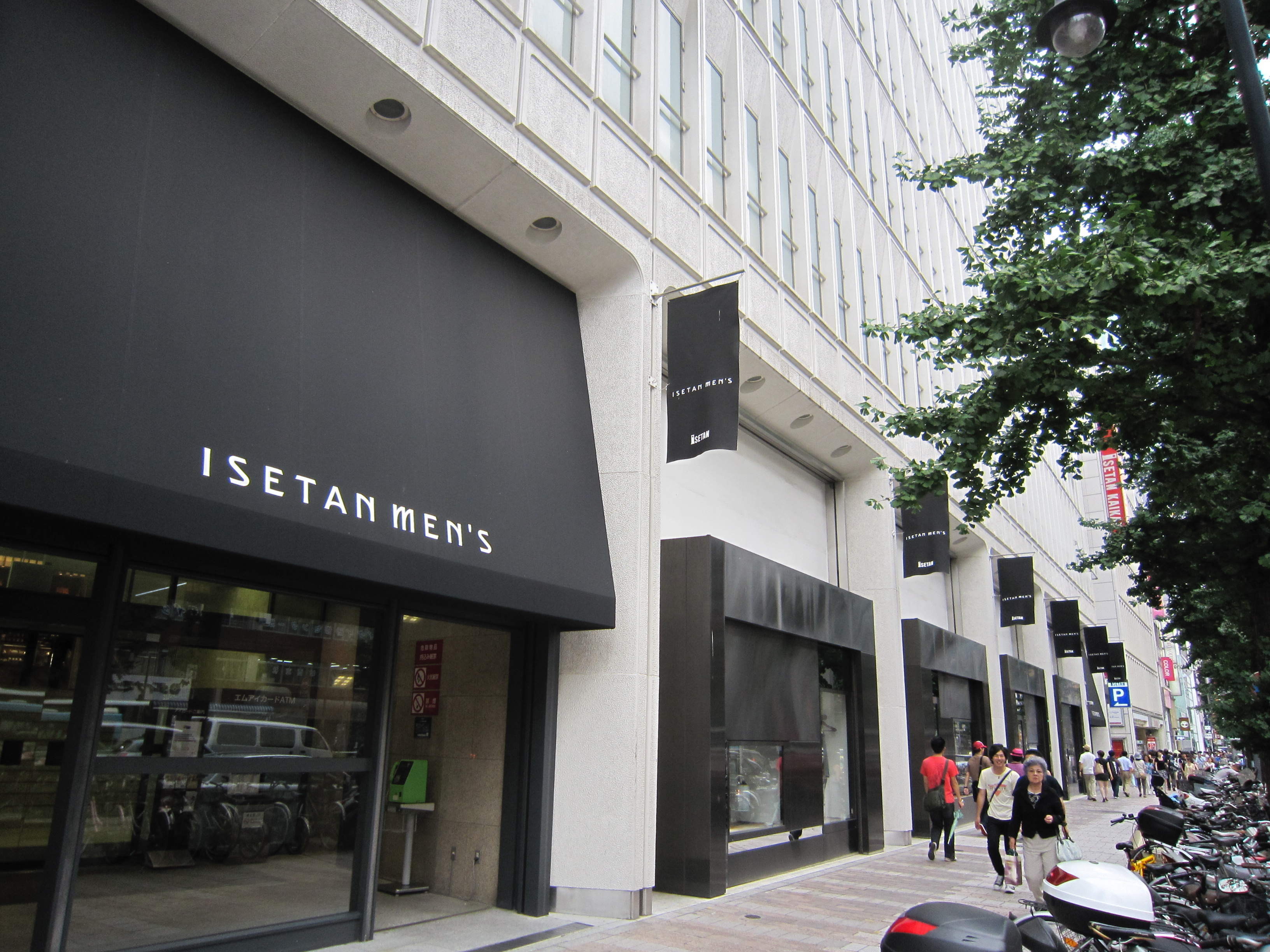
伊勢丹新宿店メンズ館
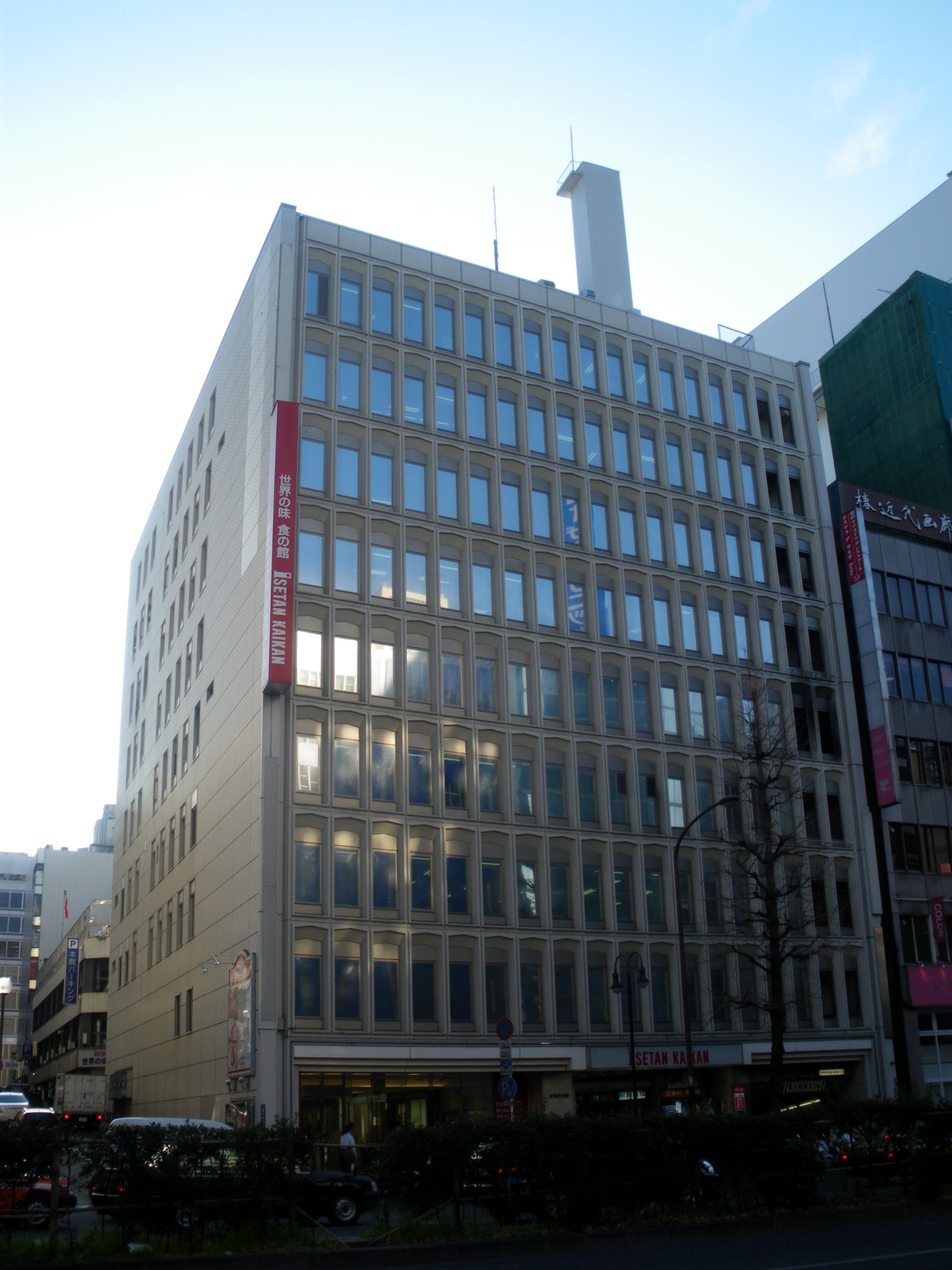
伊勢丹会館。1967年創業の老舗スペイン料理店「エル・フラメンコ」をはじめ、レストランなどのテナントが入居。
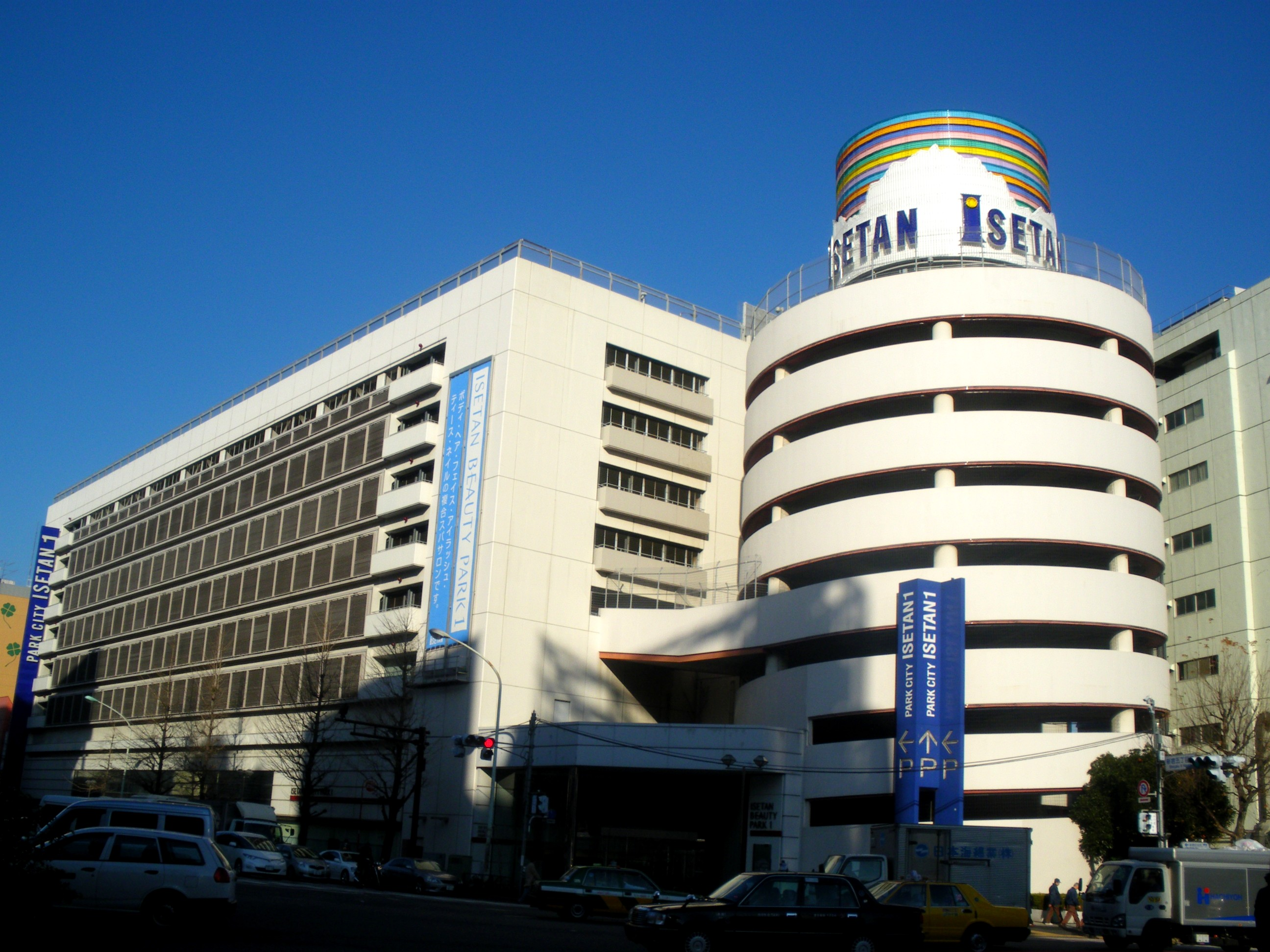
新宿・伊勢丹パークシティ1。エステサロンや駐車場が入っている。
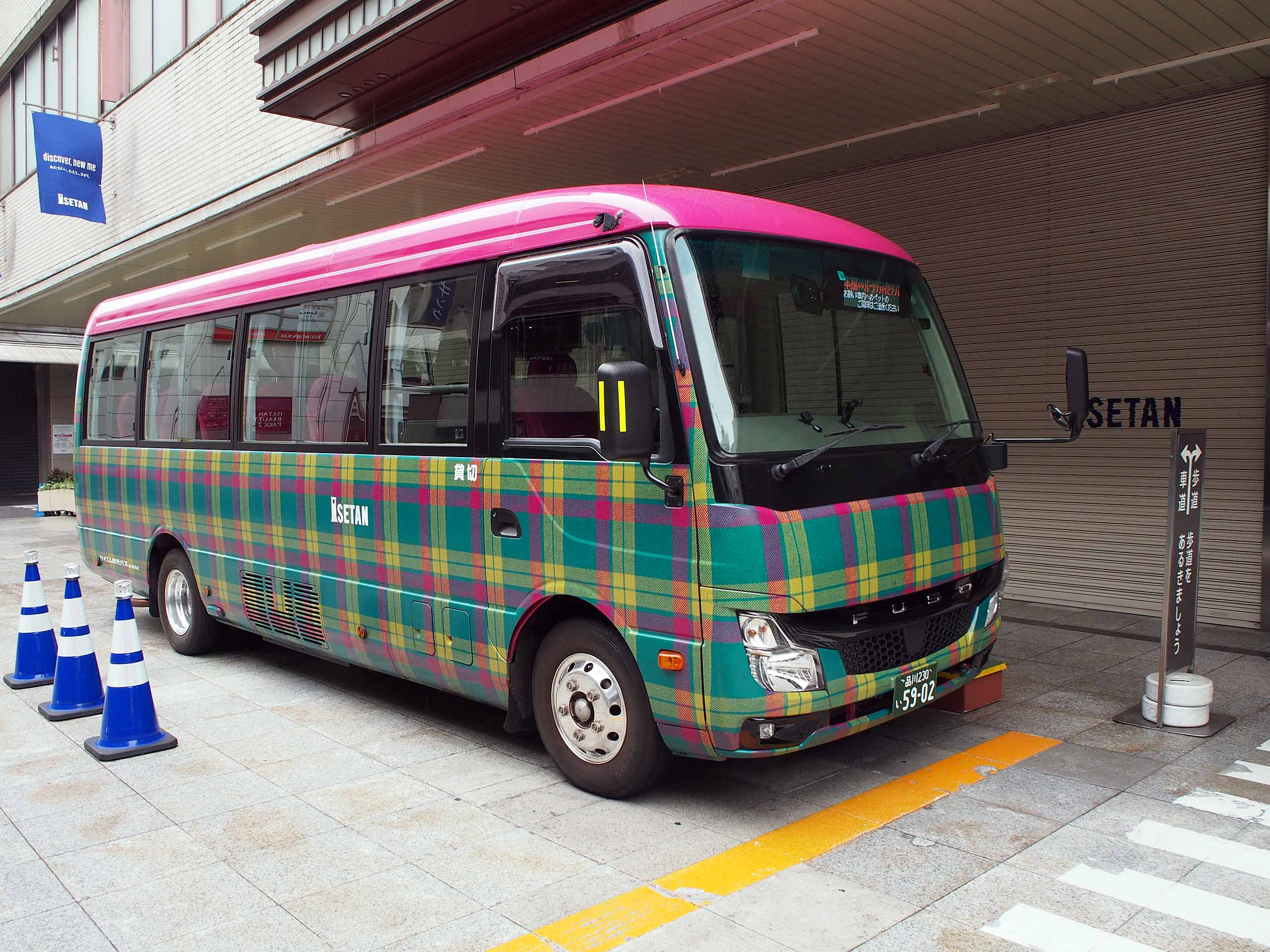
伊勢丹シャトルコーチの車両 （2019年からの2代目専用車）

### 立川店

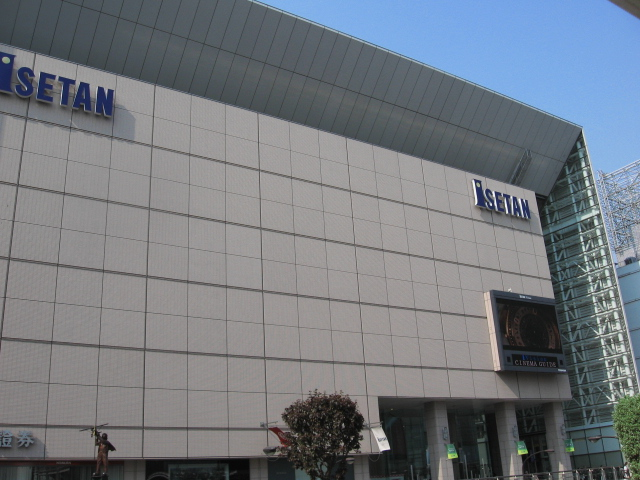
立川店

- 東京都立川市曙町2-5-1　再開発ビル（JR立川駅北口、多摩都市モノレール線立川北駅前）
- 1947年10月10日、立川駅南口に伊勢丹初の支店として開店、当初は文具等を販売する小規模な店舗であった。
- 1952年2月1日に拡張移転。1956年4月25日に3番目の移転先、曙町2丁目78－1に移転。売場面積3,560m2。
- 2001年1月、4番目の現在地に移転し、立川高島屋SCを上回る売場面積40,060m2の地域一番店となった。

### 浦和店

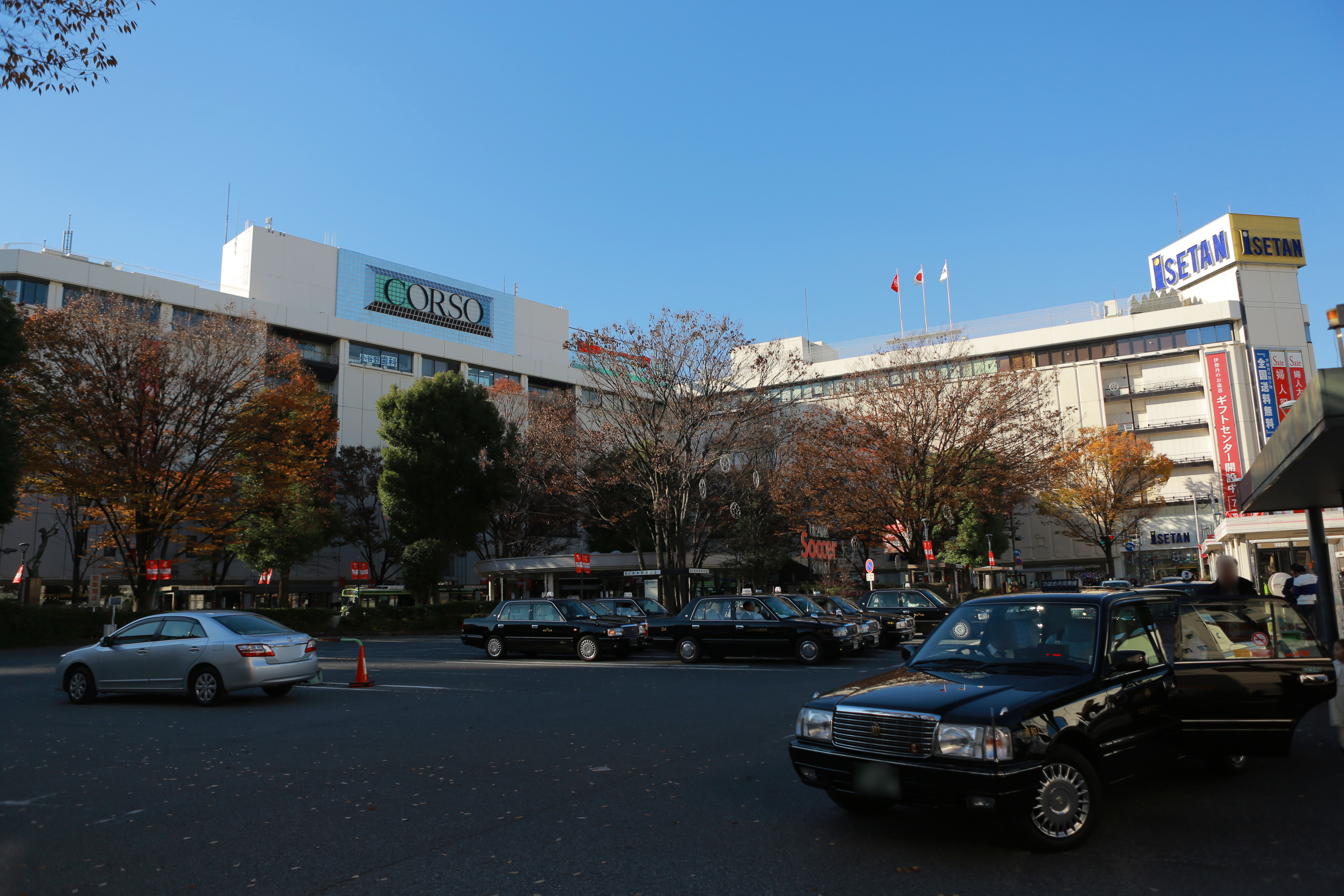
浦和店

- 埼玉県さいたま市浦和区高砂1-15-1（JR浦和駅西口）
- 1981年4月22日開店。浦和駅西口に浦和コルソと一体で建設され、全2棟のうち1棟全てと、もう1棟のうち2フロアを当店が使用する。売場面積30,138m2。
- 浦和レッズの本拠地として、2006年Jリーグ優勝の際に優勝セールを行った。また応援感謝祭なども定期的に行っている。
- 周囲に高級住宅街がある文教地域で、伊勢丹ブランドの店では本店やジェイアール京都伊勢丹に次ぐ売上高（2022年度：374億円）となっている。市内最大の繁華街の大宮エリアにある、高島屋（2022年度：テナントを除いて75億円）やそごう、（2022年度：282億円）、大宮マルイ（2022年度：64億円）といった百貨店を抑えて、さいたま市・埼玉県で最も売上高が大きい[18]。

## グループ企業店舗

### 国内百貨店

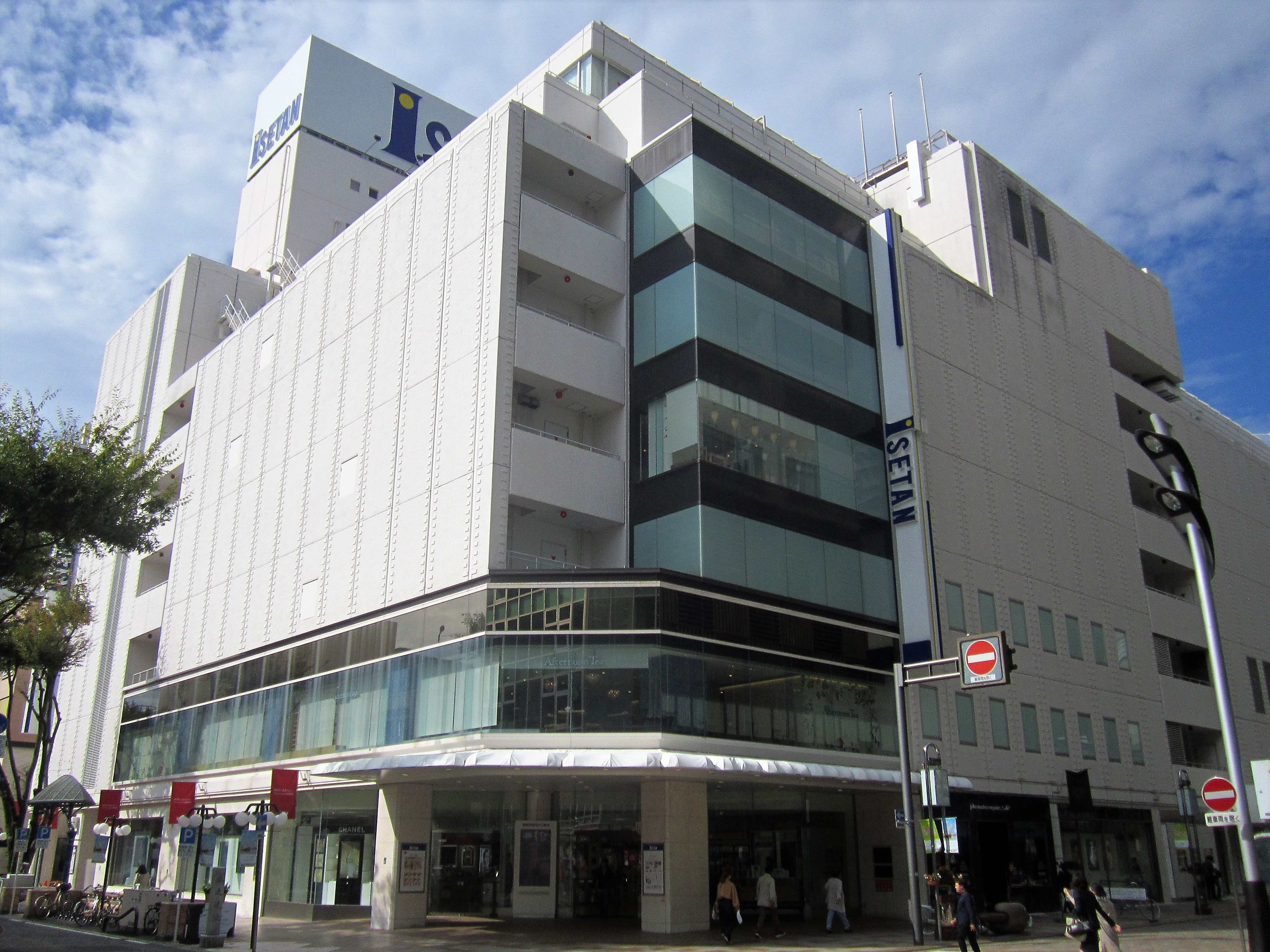
静岡伊勢丹

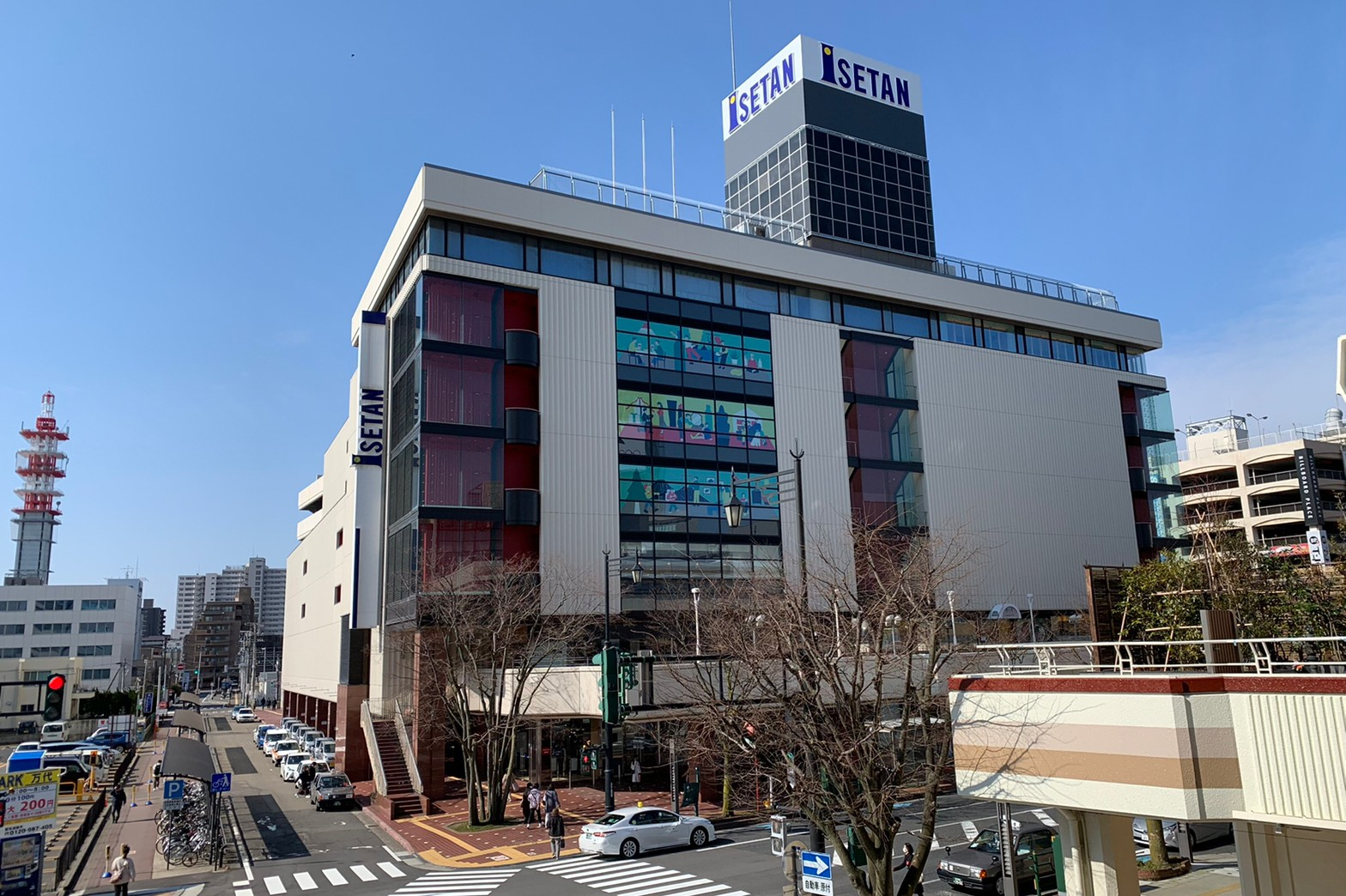
新潟伊勢丹

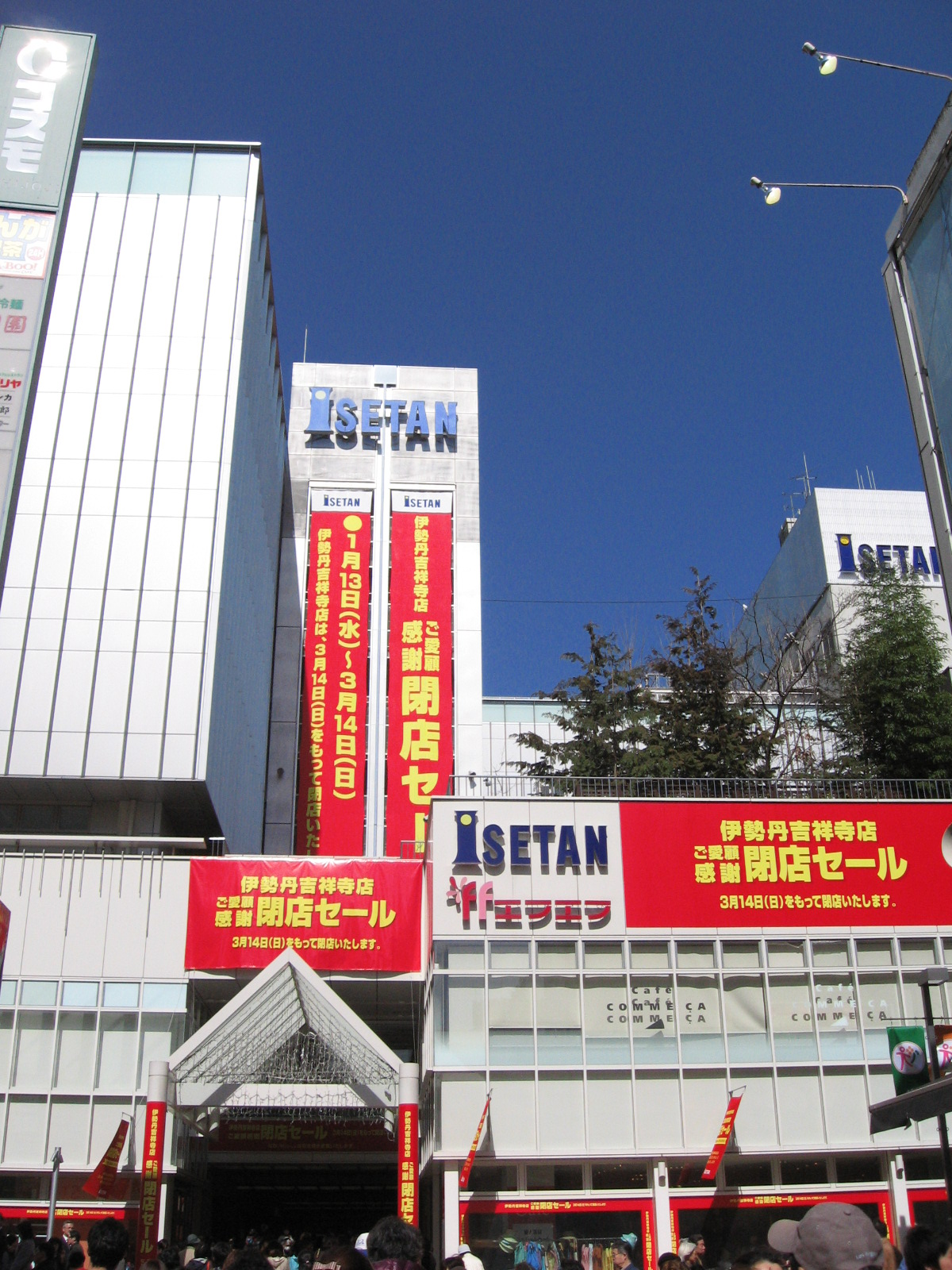
吉祥寺店（F&FビルB棟。2010年3月14日閉店）

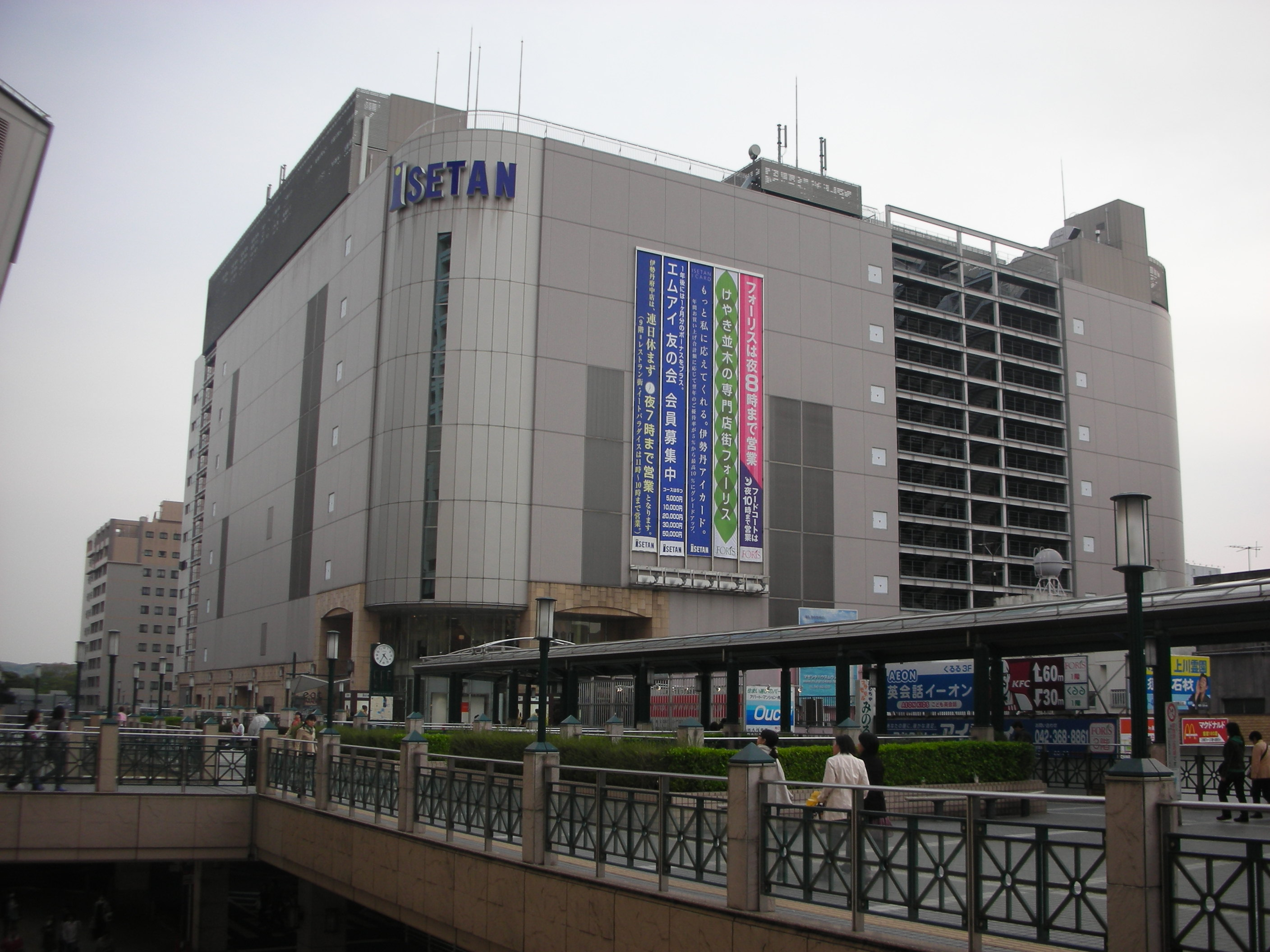
府中店（フォレストサイドビルのキーテナント。2019年9月30日閉店）

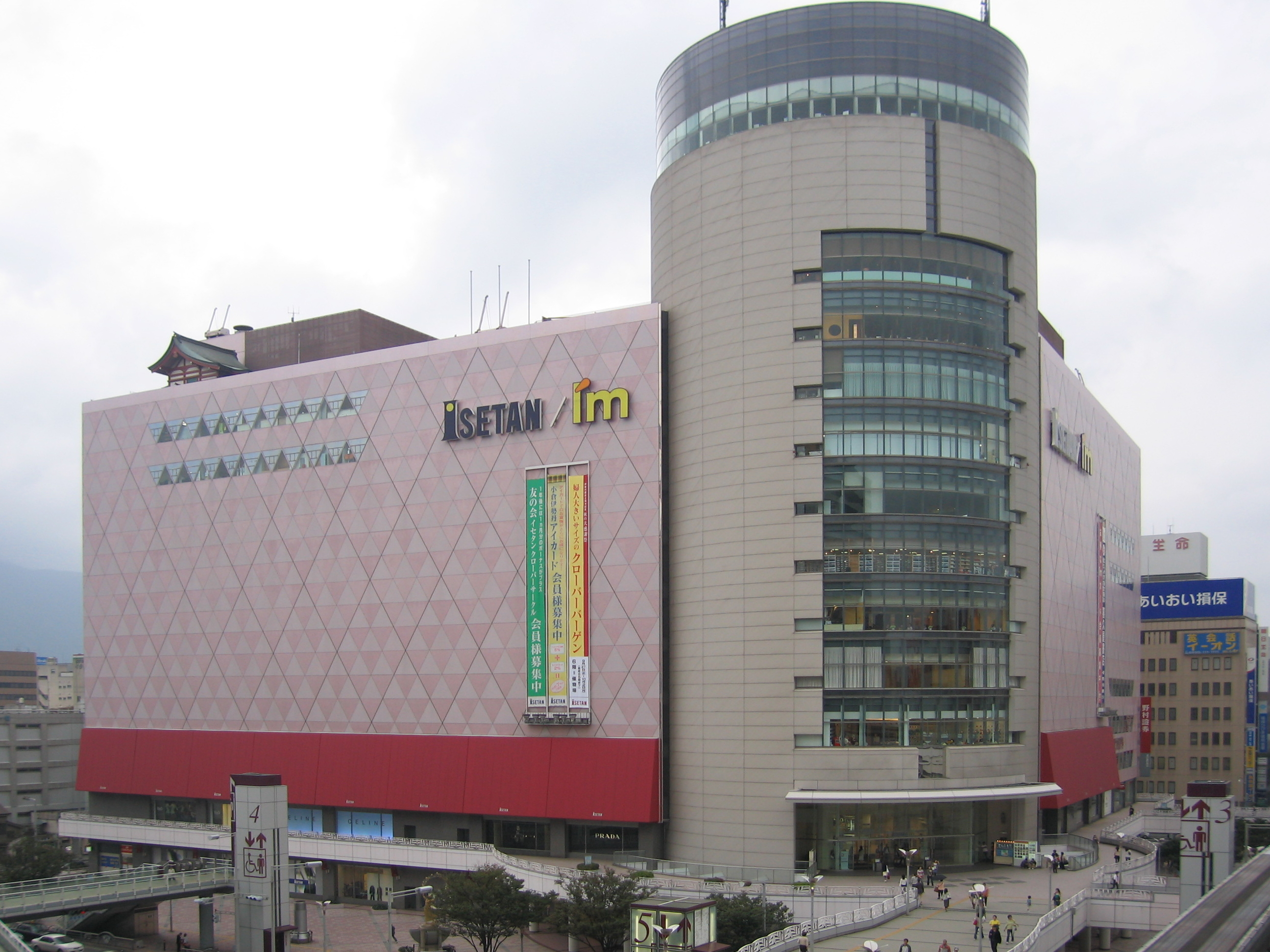
小倉伊勢丹（2008年3月25日閉店。同年4月1日より「コレット井筒屋」として営業）

- 株式会社静岡伊勢丹
静岡県静岡市葵区呉服町1-7（JR静岡駅北口徒歩15分）
旧田中屋百貨店。1971年11月28日に提携により「田中屋伊勢丹」へ店名変更し、1981年3月に「静岡伊勢丹」へ社名変更。

- 株式会社新潟三越伊勢丹 新潟伊勢丹
新潟県新潟市中央区八千代1-6-1 万代シテイ核店舗。売場面積 24,348m2。
1984年4月3日開店。

- 株式会社ジェイアール西日本伊勢丹

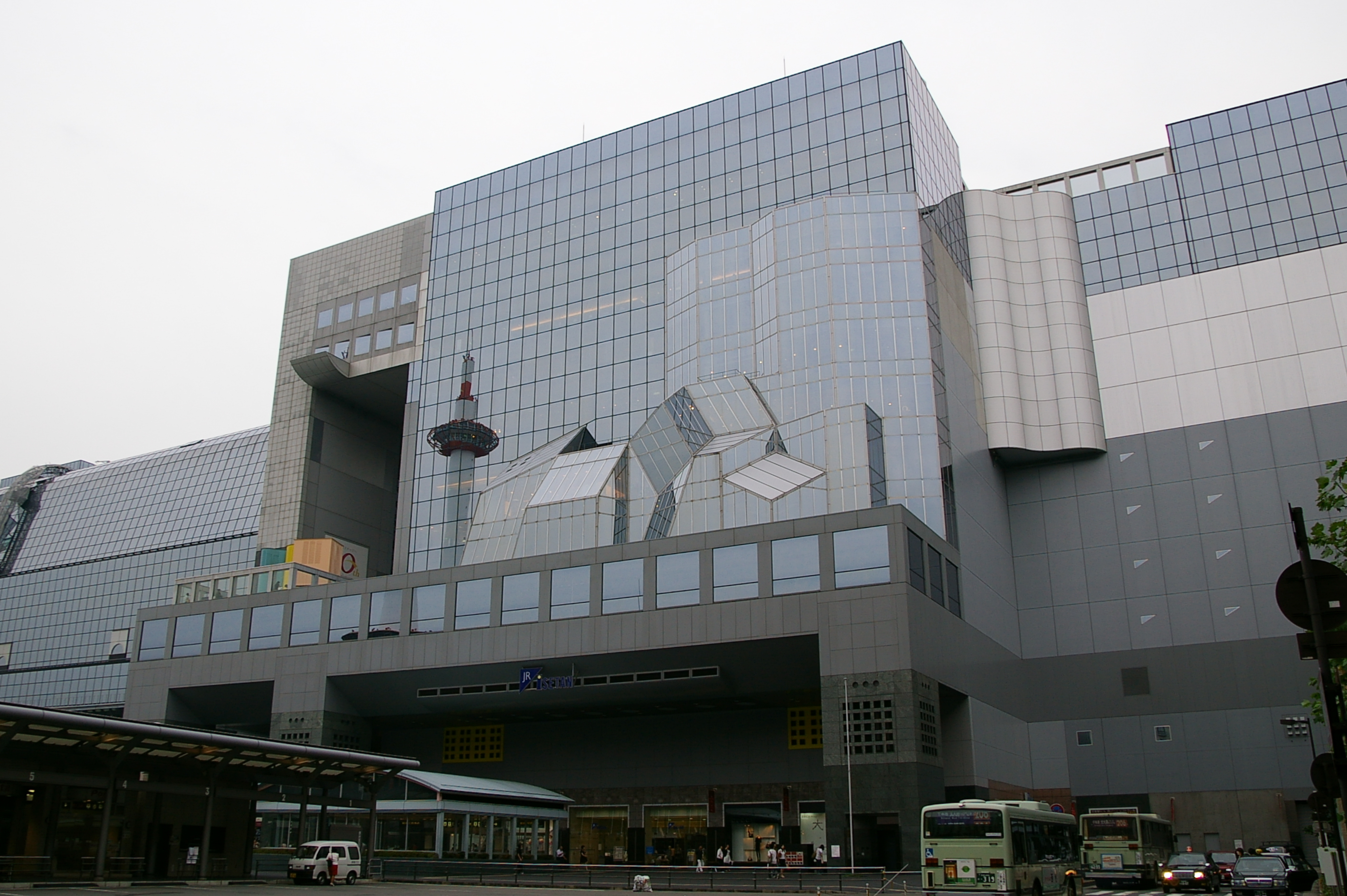
ジェイアール京都伊勢丹

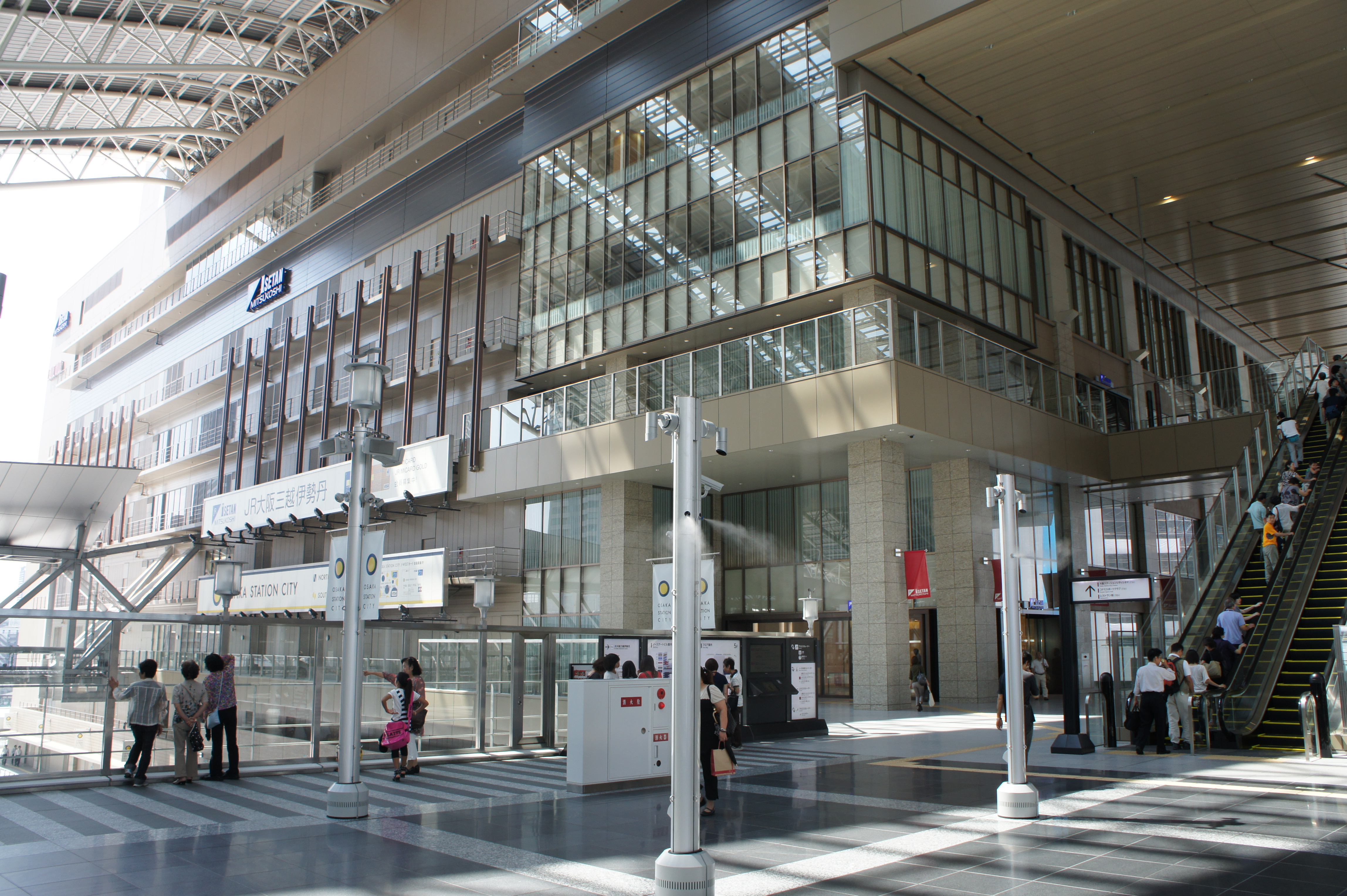
JR大阪三越伊勢丹

  - ジェイアール京都伊勢丹 - JR京都駅ビル。1997年9月11日開店。
  - LUCUA 1100内 isetan各ショップ - JR大阪駅・大阪ステーションシティ （ノースゲートビルディング）。JR大阪三越伊勢丹（2011年5月4日 - 2015年4月1日）を店舗ブランド変更、売場規模を大幅縮小再編した上で2015年4月2日開店。

### 海外店舗

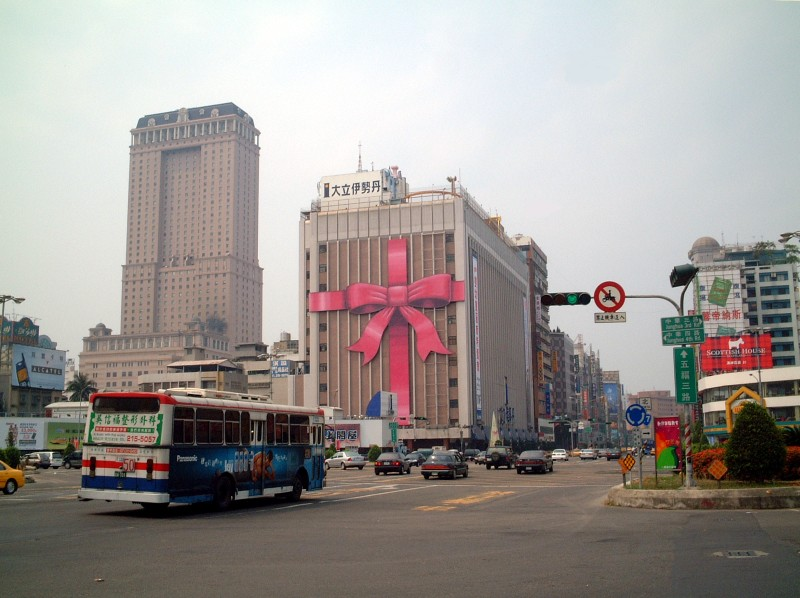
台湾・高雄伊勢丹（2008年3月閉店。現在は「大立百貨」として営業）

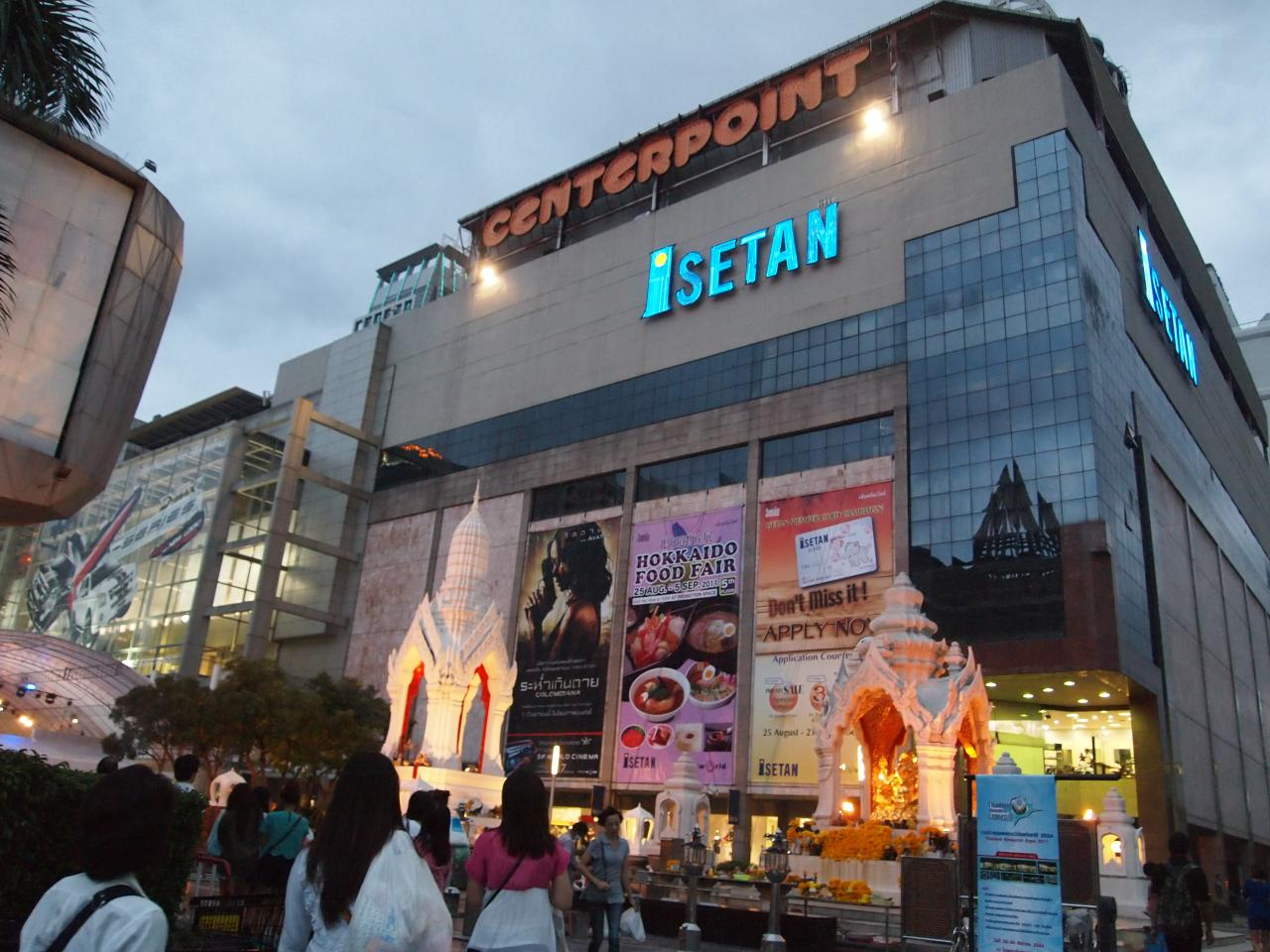
タイ・バンコク伊勢丹（セントラルワールド棟。2020年8月31日閉店）

- 天津伊勢丹 （中国、天津伊势丹有限公司）
  - 浜海店 - 天津経済技術開発区。開店2013年1月18日。地下1-地上4階。22,000m2。2024年4月に閉店予定[19]。

- クアラルンプール伊勢丹 （マレーシア現地法人:Isetan of Japan Sdn. Bhd.）
  - ISETAN The Japan Store（旧 ロット10店） - KLモノレール「ブキッ・ビンタン」下車
  - KLCC店
  - ザ・ガーデンズ店 - クラナ・ジャヤ線「アブドゥラ・フクム」下車

- シンガポール伊勢丹 （シンガポール現地法人：Isetan Singapore Ltd.）
  - スコッツ店
  - タンピネス店 - MRT「タンピネス」下車
  - セラングーン店 - MRT「セラングーン」下車

## 過去に存在した店舗

### 国内百貨店
- 吉祥寺店
東京都武蔵野市吉祥寺本町1-11-5 武蔵野市開発公社ビル（JR・京王井の頭線吉祥寺駅北口・吉祥寺サンロード商店街）売場面積20,758m2。
1971年（昭和46年）11月10日開店（A館「F&F専門店街」は1972年）。2010年（平成22年）3月14日閉店。
1980年代には新店舗の開発が計画されていたが、地権者1名の反対で実現しなかった[20]。
跡地には2010年（平成22年）10月15日、「コピス吉祥寺」（運営：三菱商事都市開発株式会社）が開業、F&F専門店街は「コピスエフエフ」（運営：武蔵野市開発公社）に改称した。

- 八王子店
東京都八王子市横山町、甲州街道沿い。地下1階-地上7階、延床面積6,645m2.。
売場面積　4,814㎡[21]
1969年（昭和44年）9月13日開店。
1979年（昭和54年）2月13日閉店[22]。店舗の建物はのちに解体された。[要出典]
1986年（昭和61年）4月25日に外商拠点「伊勢丹八王子ギフトショップ」売場面積300m2を八王子市東町に開設。[要出典]
1999年（平成11年）「伊勢丹八王子ギフトショップ」を閉店。跡地はすかいらーく系の外食店舗となった。[要出典]
2013年1月26日、セレオ八王子北館2階に「イセタンミラー」（ラグジュアリー・コスメ・ショップ）3号店を出店。売場面積約310m2の小型サテライト店舗ではあるが、1979年の伊勢丹八王子店閉店以来、34年ぶりに八王子への事実上の再進出となった。[要出典]

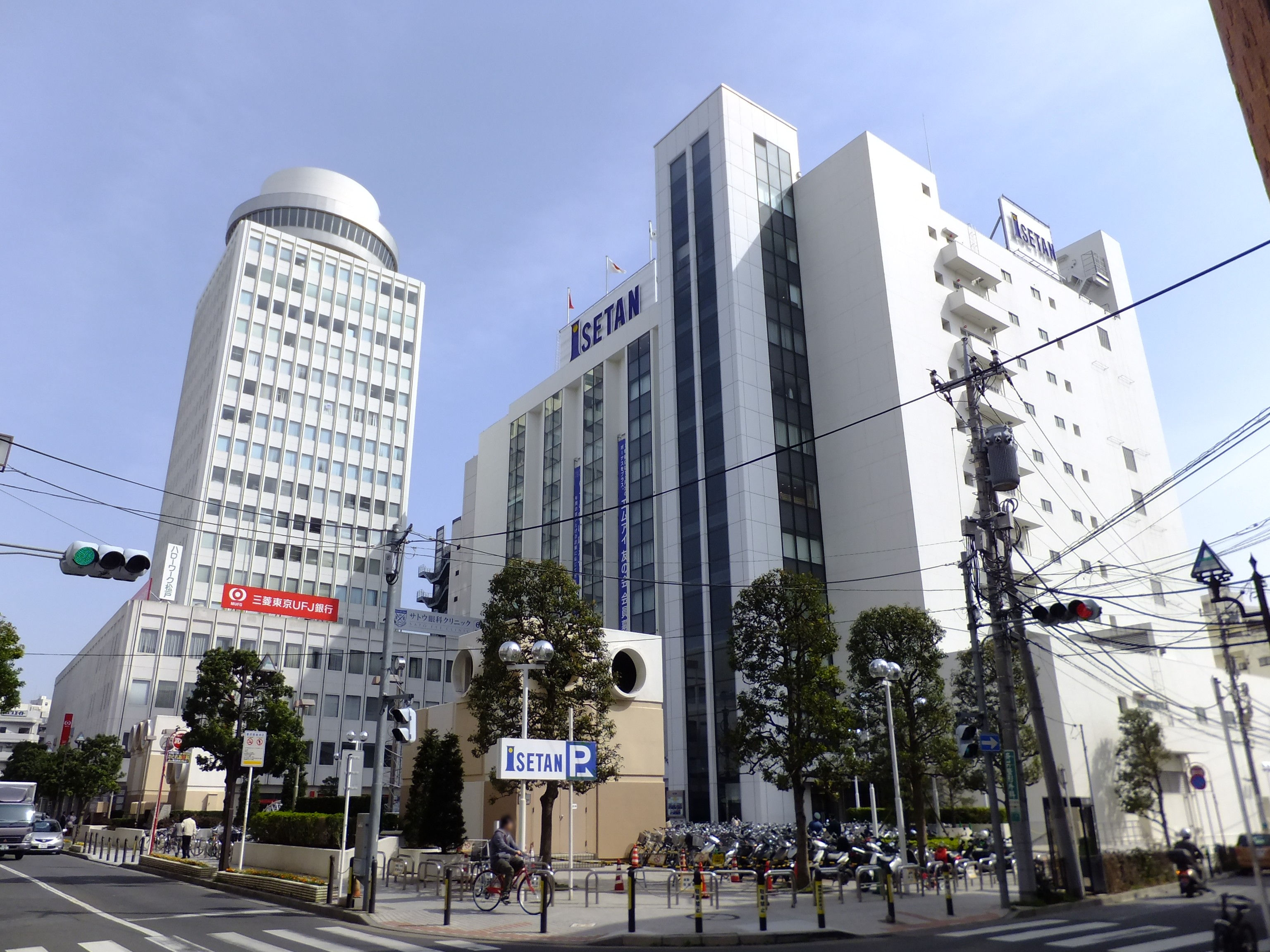
松戸店（松戸ビルヂング店舗棟（写真右側）。2018年3月21日閉店）

- 松戸店
千葉県松戸市松戸1307-1 松戸ビルヂング（JR・新京成電鉄新京成線〈現・京成松戸線〉松戸駅西口徒歩5分）
1974年（昭和49年）4月19日開店。本館は12階建て（12階は屋上）・新館は9階建てで売場面積は33,109m2。新館は旧長崎屋松戸店の建物を取り壊した跡地に建設され、1995年（平成7年）オープンした。松戸駅西口からやや離れた場所にある。松戸駅から伊勢丹まで続く道路は2002年（平成14年）に「伊勢丹通り」と名づけられ、通りにある店舗で「伊勢丹通り商店会」を構成していた。
2016年9月、今後2 - 3年のうちに営業赤字が改善しない場合の閉店を検討していることが明らかになり[23]、松戸市が支援策を検討したものの同市議会で否決され見送りとなった事情もあり、2018年3月21日閉店。44年間の歴史に幕を閉じた[24]。
跡地については新たに商業施設が入居する予定とされ[25]、松戸ビルヂングが2018年11月28日、地域密着型の新たな商業施設「キテミテマツド」を2019年4月に開業する予定を発表し[26]、2019年4月13日開業した。合わせて「伊勢丹通り」は「きてみてまつど通り」、商店会も「きてみてまつど通り商店会」へ改称した。[要出典]

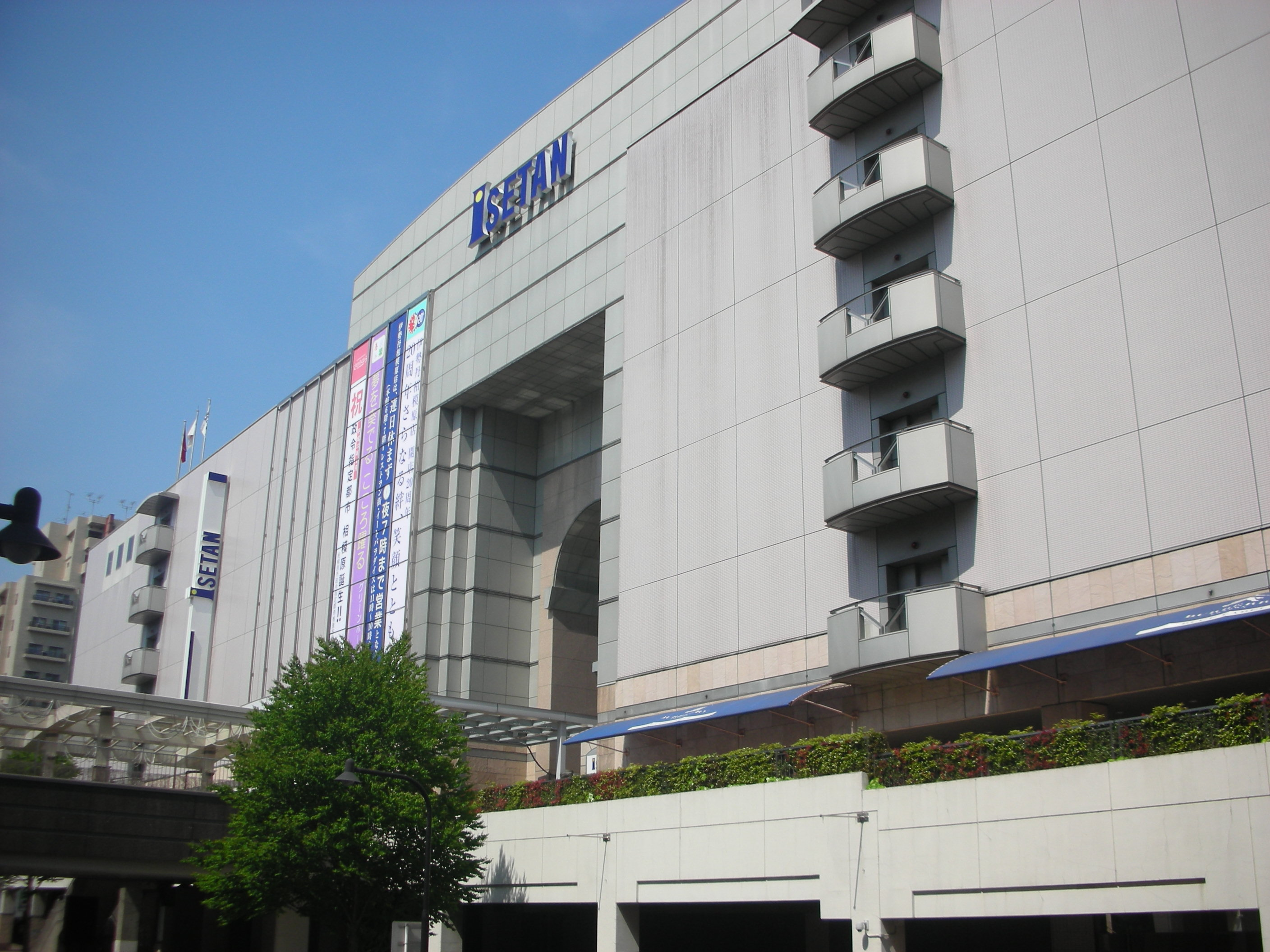
相模原店（写真は本館。A館とB館は2016年2月1日閉店、本館は2019年9月30日閉店）

- 相模原店
神奈川県相模原市南区相模大野4丁目4-3（小田急小田原線・江ノ島線 相模大野駅北口徒歩5分、米陸軍医療センター跡地）
1990年（平成2年）9月25日開店[27]。地下3階 - 地上7階建（本館）。売場面積40,906m2。相模大野駅北口側約200メートルに本館があった。また、TBS系テレビドラマ『デパート!夏物語』『デパート!秋物語』『夏!デパート物語』の舞台・撮影地にもなった[28]。
1993年4月には県道51号線を隔てた隣地にA館とB館が増設された[29]。A館では主にカフェやリビング用品、B館ではリラクゼーションサロンなどを取り扱っていたが、[30]2016年2月1日をもってA・B館共に閉館となった。[31]その後、A館跡地には三菱地所レジデンスのマンション「ザ・パークハウス相模大野」が、B館跡地には雑居ビルが建設された[32]。
2019年9月30日をもって本館も閉店[33][34][35][36]。これにより相模原市内から百貨店が消滅した[37]。跡地は野村不動産へ売却された[38]。本館閉店後、伊勢丹は近隣のボーノ相模大野店内にギフトショップを開店したが、ギフトショップは2024年12月15日に閉店。また本館4階のテナント「リフォームブティック」、本館5階にあった喫茶店「若松」と本館6階レストラン街に入居していた「つきじ宮川本廛」もボーノ相模大野へ移転した。
2020年3月26日から本館建物の解体に着手、翌年12月頃に建物解体が終了。ただし一部の鉄筋コンクリート躯体やペデストリアンデッキ、地下部分などは解体せず残した。野村不動産は2021年11月9日、同社が進める跡地利用「（仮称）相模大野4丁目計画」に際し、超高層マンションの建設に旧伊勢丹相模原店の躯体を一部再利用することを発表した[39]。跡地には41階建ての超高層マンション「プラウドタワー相模大野クロス」が建設される[40][41]。

- 府中店
東京都府中市宮町1-41-2（京王線府中駅前）
府中駅南口再開発事業B地区の核店舗として1996年（平成8年）4月3日開店。売場面積34,102m2。同再開発事業で建設された「フォレストサイドビル」高層棟のキーテナントとして入居、低層棟の専門店街「フォーリス」と同時開業。2019年9月30日をもって閉店[33]。跡地にはノジマが2021年5月20日、商業施設「ミッテン府中」を開業した[42]。

- 株式会社高崎伊勢丹
群馬県高崎市
旧「藤五百貨店」。1969年より業務提携。1973年6月1日より「藤五伊勢丹」に店名変更し、1982年3月3日より「高崎伊勢丹」に社名変更。1985年8月4日閉店。

- 株式会社小倉伊勢丹
福岡県北九州市小倉北区京町3-1-1 セントシティ北九州（小倉そごう跡）
伊勢丹が70%、井筒屋が30%を出資する合弁会社として設立。2004年2月10日開店。以降、赤字続きだったため2007年撤退表明。2008年（平成20年）3月25日に閉店した。会社は解散せず井筒屋が伊勢丹保有の株式を1株1円で引き取り、4月1日に後継店「COLET（コレット）井筒屋」として営業再開した。

- 岩田屋伊勢丹
熊本県熊本市中央区桜町3-22 （熊本交通センター隣）
1973年（昭和48年）10月岩田屋との提携。熊本交通センターとの合弁により「岩田屋伊勢丹ショッピングセンター」開業。1974年7月百貨店化。1993年（平成5年）3月、伊勢丹が資本を引き上げ「熊本岩田屋」に社名変更。2003年2月11日閉店後、阪神百貨店との提携で、「くまもと阪神」を経て、県民百貨店になるも、2015年（平成27年）2月28日閉店。

### 海外店舗
- 上海華亭伊勢丹
中華人民共和国上海市淮海中路527号
中国本土1号店として1993年6月に開店。売場面積7,500m2。2008年12月16日閉店。
- 瀋陽伊勢丹 （中国 沈阳伊势丹百货有限公司）
中華人民共和国遼寧省瀋陽市和平区。瀋陽駅前。開業2008年2月、2013年3月閉店。
- 済南伊勢丹 （中国 济南伊势丹百货有限公司）
中華人民共和国山東省済南市歴下区泉城路268将軍広場
2005年7月4日設立。伊勢丹とイセタン（シンガポール）合弁。2005年9月24日開店。地下1階事務所、地上1-6階店舗で賃貸入居[43]。2007年9月23日閉店。売上予算を達成できず、5億円の赤字だった[44]。
- 天津伊勢丹 （中国、天津伊势丹有限公司）
  - 南京路店 - 地下鉄1号線・3号線「営口道」下車、現代城内 吉利大廈。開業1993年。2006年移転。地下1-地上7階。32,000m2。2024年4月閉店[19]。
- 成都伊勢丹（中国、成都伊势丹百货有限公司）
四川省成都市锦江区。地下鉄2号線「春熙路（中国語版、英語版）」下車、利都広場。開業2007年5月。2022年12月閉店[19]。

- 上海梅龍鎮伊勢丹 （中国、上海梅龙镇伊势丹百货有限公司）　
地下鉄2号線「南京西路」下車3分　梅龍鎮広場内。
開業1997年6月。地上7階建、15,000m2。
2010年3月、富裕層女性にターゲットを絞り込み、中国初のライフスタイル提案型店舗にリニューアル実施[45]。店舗の賃貸借契約満了に伴い、2024年6月閉店[46][47]。

- 香港伊勢丹
  - 尖沙嘴（チムサーチョイ）店：香港九龍尖沙咀彌敦道20 喜来登酒店（シェラトン・ホテル）内。2,400m2。1973年5月開店。
  - 香港仔店 ： 2,300m2。1987年1月開店。[48]

香港返還前後の地価高騰により家賃負担が経営圧迫。1996年閉店。跡地にはアニエス・ベーが出店。

- 大立伊勢丹百貨公司（台湾） 
台湾高雄市前金區五福三路59號　売場面積16,500m2。
1991年4月設立。大統百貨企業との合弁。1992年11月開店[49]。2008年3月31日閉店。契約期間満了に伴い合弁関係を解消。店舗は大立百貨公司（ターリー・パイホワ・コンスー）として存続。

- バンコク伊勢丹 （タイ）
セントラルワールド内。売場面積22,300m2。
1992年4月8日開店。2020年8月31日閉店。

- シンガポール伊勢丹
ハブロック店 - 1993年5月、シンガポール伊勢丹スコッツ店オープンに伴い閉店。
  - オーチャード店 - 2021年3月閉店
  - カトン店 - 2021年3月閉店

- クアラルンプール伊勢丹（マレーシア）
  - 1ウタマ店

- ロンドン伊勢丹（イギリス）
1989年8月開店。2000年12月閉店。日本人観光客向けギフトショップ。500m2。

- ウイーン伊勢丹（オーストリア）
Maysedergasse4 1010 Wien Austria
1990年4月開店。2003年8月閉店。日本人観光客向けギフトショップ。300m2。
1993年以降黒字だったが、2001年アメリカ同時多発テロ事件以降、観光客が減ったため撤退[50]。

- バルセロナ伊勢丹（スペイン）
バルセロナオリンピックに訪れる日本人観光客向けギフトショップとして開店。440m2。1993年8月閉店。

## 出店中止
横浜店
バブル景気のさなか、そごう横浜店（横浜そごう）の隣接する駐車場に出店する計画があった。その後、伊勢丹に代わり三菱倉庫が横浜ベイクォーターとして開発し、2006年（平成18年）8月24日に開店した。
2000年（平成12年）7月のそごう破綻の際に前述の店舗を取得して出店する計画があったが、そごうが西武百貨店包括業務提携したことにより計画は消滅した。
その後、相鉄ジョイナス（ライバル企業の髙島屋も出店）に関連会社のクイーンズ伊勢丹が出店。
千葉店
古くは地場百貨店の田畑百貨店との業務提携があったが、同社が火災にあって以降、西武百貨店と提携して、後に千葉パルコへ業態転換したので提携は解消された。他にも千葉中央ツインビルや千葉駅西口再開発ビルの核テナントとしての出店計画などで千葉進出を何度も目論んでいたが、後者に関しては千葉駅西口再開発計画が頓挫したことにより、いったん白紙化。
その後、前述の横浜同様にそごう破綻の際にそごう千葉店（千葉そごう）を取得して出店する計画があったが、横浜店と同様の理由で出店計画が消滅した。
お台場店（東京都港区）
住友商事が中心となって建設する商業施設の核テナントとして出店計画が進められていたが、バブル崩壊による業績低迷により1993年（平成5年）に正式に断念。メインバンクより、当時お台場店と併行して計画を進めていたジェイアール京都伊勢丹とどちらか一方に絞るように圧力があったことも理由の一つと言われている。予定地には、1996年（平成8年）7月12日にデックス東京ビーチが開店した。
北千住店（東京都足立区）
北千住駅前の再開発にあたって、三越やそごう、北千住発祥の東武鉄道傘下の東武百貨店やイトーヨーカドー系列のロビンソン百貨店などが出店を争ったが、伊勢丹も出店を検討していた。結果、区の判断で「千住ミルディス」には丸井が2004年（平成16年）2月27日に開業した。
このほか、首都圏での知名度や存在感が課題だった大丸も出店を検討した。しかし、札幌店開設を優先し、入札に参加しなかった。

## 三越との提携
2008年（平成20年）4月1日に、三越とともに、株式移転により純粋持株会社「株式会社三越伊勢丹ホールディングス」を設立し、両社はこの持株会社の傘下となって経営統合した。
株式交換比率は伊勢丹株1株に対し三越株0.34株である。三越と伊勢丹の経営統合は、三越の長期低迷に危機感を持っていた三井住友銀行が三菱東京UFJ銀行（現：三菱UFJ銀行）を通じて伊勢丹側に持ちかけたとされる。統合にあたっては、伊勢丹が統合持株会社の交換比率で優位であり、統合会社の初代執行役員は伊勢丹になることが内定した。
伊勢丹側が主導権を握ることが確実になったことにより、伊勢丹が代表総合幹事店の全日本デパートメントストアーズ開発機構 (ADO) 加盟店との競合などを含め、混乱が予想されていた。これに関し、地方では以前からADOと三越系との重複加盟もあったため、三越が伊勢丹と合同の三越伊勢丹や新潟三越伊勢丹、丸井今井や岩田屋と合同の札幌丸井今井三越と岩田屋三越についてはそれぞれADOに加盟した。その後、ADOは2020年3月をもって解散したため、加盟していた各社との関係よりも三越との関係を優先する形となっている。
伊勢丹は旧三菱銀行時代以来、メインバンクである三菱UFJ銀行出身者を役員に複数登用するなど同行との関係が歴史的に深く、旧・三井財閥系の三井グループである三越との経営統合とどう影響し合うか注目されたが、結局は三井グループの二木会に加盟した。

## 伊勢丹が日本で初導入したブランド
「ファッションの伊勢丹」の名前通り、伊勢丹は世界各国のブランドを日本に初めて紹介し、独占販売したブランドが存在する。ここで紹介するブランドは、現在も販売されているものも存在する。
婦人服
- ピエール・カルダン（フランス）[21] - 後に独占契約は髙島屋が取得した。
- ジバンシィ（フランス）[21] - シーズン契約。後に大丸が独占契約。
- アンドレ・クレージュ（フランス）[21] - シーズン契約。
- ピエール・バルマン（英語版）（フランス）[21] - 1963年から1979年12月まで独占契約。同年秋より新宿店でオートクチュールサロンを展開していた。
- ミス・バルマン（フランス）[21] - 1974年1月から1985年まで。ピエール・バルマンのプレタポルテライン。

## 関連会社

### かつての関連会社
- 株式会社バーニーズジャパン
日本におけるバーニーズ・ニューヨークの運営会社。2006年（平成18年）8月に、保有する株式のすべてを住友商事と東京海上キャピタル系ファンドに譲渡。
- 株式会社伊勢丹ダイニング
1989年3月設立（伊勢丹100%出資）。
2007年1月1日、ロイヤルホールディングスの資本参加に伴い「アールアンドアイダイニング」に社名変更。
2010年1月1日、同じくロイヤルHDが出資する旧三越系の「セントレスタ」と合併。

## テレビ番組
- 日経スペシャル ガイアの夜明け デパート攻防 三越VS伊勢丹 〜個性化戦略で百貨店の復権なるか〜（2004年10月19日、テレビ東京）[55]。

## 提供番組

### テレビ
- ローン・レンジャー（KRテレビ） - 一社提供だったが、フジテレビに移行後、カバヤ食品に交代。
- ラ・セーヌの星 - （フジテレビ） - 本放送当時、一社提供だった。また初回放送時に、伊勢丹とコラボしてラ・セーヌが登場する広告[56]が掲載されていた。
- ファッション通信 （テレビ東京） - 一時期提供していた。

### ラジオ
- ISETAN ヒット・オン・サンデー（TBSラジオ） - 一社提供番組。
- ISETAN 'AZ' THEATER（J-WAVE） - 一社提供の映画音楽番組。開局時から放送。途中でスポンサー降板。

## 伊勢丹を扱った作品
- 伊勢丹のCMソングを集めたCD『ISETAN Songs Collection 1972-1986』（ソニー・ミュージック・ダイレクト、MHCL-1872）が発売された。1983年に新宿店開店50周年で配布された非売品からの再編集。
- 伊勢丹でつかまえて - パパイヤパラノイアの楽曲。アルバム『LUNATIC』（アポロン、1987年）に収録。
- デパート!夏物語(1991年)・デパート!秋物語(1992年)・夏!デパート物語(1995年) - TBS系テレビドラマ。旧相模原店が舞台となる。
- Isetan-Tan - 矢野顕子の楽曲。1999年発売のアルバム『Go Girl』所収。
- ISETAN-TAN-TAN - 矢野顕子の楽曲。2014年発売のアルバム『飛ばしていくよ』所収。2013年秋、新宿移転80周年記念として坂本美雨のナレーション付きで店内でも放送された。「Isetan-tan」とは別の曲。
- 大家さんと僕 - 矢部太郎の漫画。漫画原作にも伊勢丹新宿店が登場するほか、NHK総合で放送されたテレビアニメの第9話「新宿ランデブー」（2020年6月11日放送）で伊勢丹が登場する。